# Agatea lecointei
Agatea lecointei là một loài thực vật có hoa trong họ Hoa tím. Loài này được Munzinger mô tả khoa học đầu tiên năm 2001.